# Frozen (musical)
Frozen es un musical basado en la película homónima de Walt Disney Animation Studios de 2013, con libreto de Jennifer Lee y canciones de Kristen Anderson-Lopez y Robert Lopez. Su trama central gira en torno a las hermanas Elsa y Anna, princesas del reino ficticio de Arendelle. La mayor de ellas, Elsa, tiene poderes mágicos que le permiten crear nieve y hielo de la nada, pero no es capaz de controlarlos. Cuando el día de su coronación Elsa huye a las montañas después de haber desencadenado accidentalmente un invierno perpetuo, Anna deberá emprender un viaje épico para encontrarla y poner fin al encantamiento.
Tras un periodo de prueba en Denver, el espectáculo se estrenó en 2018 en el St. James Theatre de Broadway, con Patti Murin y Caissie Levy en los papeles protagonistas, y permaneció en cartel hasta marzo de 2020, cuando se vio obligado a echar el cierre debido a la pandemia de COVID-19. Desde entonces, también ha podido verse en el West End londinense y en numerosas ciudades a lo largo de todo el mundo.

## Sinopsis
En el reino ficticio de Arendelle viven las princesas Elsa y Anna, hijas del rey Agnarr y la reina Iduna. Elsa, la mayor de ellas, posee poderes mágicos que le permiten generar nieve y hielo con las manos, una habilidad que a menudo utiliza para jugar con su hermana pequeña Anna. Un día, durante uno de sus juegos, Elsa hiere accidentalmente a Anna y sus padres recurren a los Huldufólk en busca de un remedio. Pabbie, el líder de los Huldufólk, cura a Anna y borra de su mente todo recuerdo de la magia de Elsa como medida de precaución. A raíz de este incidente, las puertas del castillo se cierran y Elsa se aísla cada vez más preocupada por la seguridad de Anna y por mantener sus poderes en secreto. Tras la muerte de Agnarr e Iduna en un trágico naufragio, Elsa asume el trono de Arendelle. Sin embargo, el día de la coronación, una discusión entre las dos hermanas termina por exponer los poderes de Elsa ante la corte. La joven reina entra en pánico y escapa a las montañas desatando un invierno perpetuo en su huida. Decidida a arreglar las cosas, Anna se embarca en un viaje lleno de peligros para traer de vuelta a su hermana y deshacer el encantamiento. Afortunadamente no estará sola en su aventura y contará con la ayuda de un rudo vendedor de hielo llamado Kristoff y su leal reno Sven.

## Producciones
| Producción           | Teatro                         | Fecha de estreno        | Fecha de cierre         | Funciones |
| Denver               | Denver Performing Arts Complex | 17 de agosto de 2017    | 1 de octubre de 2017    |           |
| Broadway             | St. James Theatre              | 22 de marzo de 2018     | 11 de marzo de 2020     | 825       |
| Gira en Norteamérica | Varios                         | 10 de noviembre de 2019 | 1 de septiembre de 2024 | 1.225     |
| West End             | Theatre Royal, Drury Lane      | 8 de septiembre de 2021 | 8 de septiembre de 2024 | > 1.200   |

Otras producciones
Frozen se ha representado en países como Alemania, Australia, Canadá, Estados Unidos, Islandia, Japón, Noruega, Países Bajos, Reino Unido o Singapur, y ha sido traducido a varios idiomas diferentes.

## Números musicales
| Acto I - «Vuelie» (a) - «Let the Sun Shine On» - «A Little Bit of You» - «Hidden Folk» - «Do You Want to Build a Snowman?» (a) - «For the First Time in Forever» (a) - «Hans of the Southern Isles» - «Queen Anointed» - «Dangerous to Dream» - «Love Is an Open Door» (a) - «Reindeer(s) Are Better Than People» (a) - «What Do You Know About Love?» - «In Summer» (a) - «Hans of the Southern Isles (Reprise)» - «Let It Go» (a) | Acto II - «Hygge» - «I Can't Lose You» (b) - «Fixer Upper» (a) - «Kristoff Lullaby» - «Monster» - «Hans of the Southern Isles (Reprise 2)» - «True Love» (c) - «Colder by the Minute» - «Finale» |

Todas las canciones son de Kristen Anderson-Lopez y Robert Lopez, excepto «Vuelie» (música y letra de Christophe Beck y Frode Fjellheim)
(a) Canción incluida en la película de animación de 2013
(b) Canción añadida a partir de febrero de 2020 en sustitución de «For the First Time in Forever (Reprise)»
(c) Canción suprimida a partir de febrero de 2020

## Repartos originales
| Personaje   | Broadway (2018)                | Gira en Norteamérica (2019)         | West End (2021)                                              |
| Elsa        | Caissie Levy                   | Caroline Bowman                     | Samantha Barks                                               |
| Anna        | Patti Murin                    | Caroline Innerbichler               | Stephanie McKeon                                             |
| Kristoff    | Jelani Alladin                 | Mason Reeves                        | Obioma Ugoala                                                |
| Hans        | John Riddle                    | Austin Colby                        | Oliver Ormson                                                |
| Olaf        | Greg Hildreth                  | F. Michael Haynie                   | Craig Gallivan                                               |
| Pabbie      | Timothy Hughes                 | Tyler Jimenez                       | Joshua St. Clair                                             |
| Weselton    | Robert Creighton               | Jeremy Morse                        | Richard Frame                                                |
| Oaken       | Kevin Del Aguila               | Michael Milkanin                    | Jak Skelly                                                   |
| Sven        | Andrew Pirozzi Adam Jepsen     | Collin Baja Evan Strand             | Ashley Birchall Mikayla Jade                                 |
| Anna niña   | Audrey Bennett Mattea Conforti | Stella R. Cobb Arwen Monzon-Sanders | Summer Beston Asanda Abbie Masike Kanon Narumi Ellie Shenker |
| Elsa niña   | Brooklyn Nelson Ayla Schwartz  | Alyssa Kim Jaiden Klein             | Minaii.K Tilly-Raye Bayer Freya Scott Sasha Watson-Lobo      |
| Reina Iduna | Ann Sanders                    | Marina Kondo                        | Jacqui Sanchez                                               |
| Rey Agnarr  | James Brown III                | Kyle Lamar Mitchell                 | Gabriel Mokake                                               |
| Bulda       | Olivia Phillip                 | Brit West                           | Emily Mae                                                    |

## Grabaciones
Existen varios álbumes y sencillos interpretados en sus respectivos idiomas por los elencos de las distintas producciones que se han estrenado a lo largo de todo el mundo. Además, también está disponible una grabación en vídeo del montaje original londinense que fue filmada en directo sobre el escenario del Theatre Royal, Drury Lane para su posterior lanzamiento en Disney+.

## Premios y nominaciones

### Producción original de Broadway
| Año  | Premio           | Categoría                   | Nominado                             | Resultado |
| ---- | ---------------- | --------------------------- | ------------------------------------ | --------- |
| 2018 | Drama Desk Award | Mejor actor en un musical   | Jelani Alladin                       | Nominado  |
| 2018 | Drama Desk Award | Mejor diseño de marionetas  | Michael Curry                        | Ganador   |
| 2018 | Tony Award       | Mejor musical               | Mejor musical                        | Nominado  |
| 2018 | Tony Award       | Mejor libreto de un musical | Jennifer Lee                         | Nominada  |
| 2018 | Tony Award       | Mejor música original       | Robert Lopez, Kristen Anderson-Lopez | Nominados |

### Producción original del West End
| Año  | Premio        | Categoría                   | Nominado            | Resultado |
| ---- | ------------- | --------------------------- | ------------------- | --------- |
| 2022 | Olivier Award | Mejor musical nuevo         | Mejor musical nuevo | Nominado  |
| 2022 | Olivier Award | Mejor actriz en un musical  | Stephanie McKeon    | Nominada  |
| 2022 | Olivier Award | Mejor diseño de vestuario   | Christopher Oram    | Nominado  |
| 2022 | Olivier Award | Mejor diseño de iluminación | Neil Austin         | Nominado  |